# عامد قلی‌زاده
عامد قلی‌زاده (ترکی آذربایجانی: Amit Quluzadə؛ زادهٔ ۲۰ نوامبر ۱۹۹۲) بازیکن فوتبال اهل جمهوری آذربایجان است.
از باشگاه‌هایی که در آن بازی کرده‌است می‌توان به باشگاه فوتبال روان باکو، باشگاه فوتبال سومقاییت، باشگاه فوتبال نفتچی باکو، باشگاه فوتبال قبله، باشگاه فوتبال اتلتیکو کلوب پرتغال، و باشگاه ورزشی کایسری ارجیسپور اشاره کرد.
وی همچنین در تیم‌های ملی فوتبال زیر ۱۷ سال جمهوری آذربایجان، زیر ۱۹ سال جمهوری آذربایجان، زیر ۲۱ سال جمهوری آذربایجان، و جمهوری آذربایجان بازی کرده‌است.